# Major Greenwood
Major Greenwood   (Shoreditch, 9 d'agost de 1880 - Loughton, 5 d'octubre de 1949) va ser un epidemiòleg i estadístic anglès.

## Vida i Obra
Greenwood va néixer en un barri pobre de l'East End de Londres, on el seu pare exercia de metge de capçalera. Va fer els estudis secundaris a la Merchant Taylors' School i va estudiar medicina al Birkbeck College de Londres, en el qual va obtenir la llicència de metge el 1904, havent fet les pràctiques al London Hospital i havent estat deixeble de Leonard Hill, un amic de la família. El curs següent, 1904-1905, va estar treballant amb el seu pare, mentre assistia a les classes d'estadística de Karl Pearson al University College de Londres.
El 1905, Leonard Hill, que es va convertir en el seu mentor, el va contractar com resident al seu laboratori de fisiologia del London Hospital, on va començar per estudiar els efectes de la despressurització en el cos humà. En aquests anys va encetar el debat, sobre tot amb l'immunòleg Almroth Wright i el seu índex d'opsonina, sobre la necessitat d'estudiar els errors funcional i matemàtic en les estadístiques de manera separada, i la necessitat per tant d'establir l'estadística mèdica com una ciència independent de la pròpia medicina. El 1910 va ser contractat com a cap d'un nou departament d'estadística al Institut Lister de Medicina Preventiva. Aquesta feina es va veure interrompuda el 1915 per la Primera Guerra Mundial, durant la qual va haver de servir al Cos Mèdic de l'exèrcit i al Ministeri de a Guerra. Acabada la guerra, el 1919, va retornar a l'Institut per breus mesos, ja que va ser contractat pel Ministeri de Sanitat. Oficialment treballava pel National Institute for Medical Research al hospital Mount Vernon i la seva tasca era d'anàlisi i assessorament, però el lloc el va mantenir proper al departament d'estadística del Medical Research Council.
El 1927, en morir John Brownlee que era el cap del departament d'estadística del Medical Research Council, aquest departament es va traslladar a la London School of Hygiene and Tropical Medicine i Greenwood en va ser nomenat professor i cap del departament d'estadística. L'any 1946, un any després de la mort de la seva dona, es va retirar i va ser substituït en el càrrec per Austin Bradford Hill, el fill de Leonard Hill, del qui havia estat mentor, com Leonard Hill ho havia estat d'ell.
Greenwood va publicar vuit llibres:
- 1910 Physiology of the Special Senses, London: Edward Arnold
- 1921 The Health of the Industrial Worker, London: J & A Churchill
- 1932 Epidemiology, Historical and Experimental, Baltimore: Johns Hopkins Press i London: Oxford University Press
- 1933 Epidemics and Crowd-Diseases: an Introduction to the Study of Epidemiology, London: Williams and Norgate
- 1936 The Medical Dictator and Other Biographical Studies, London: Williams and Norgate
- 1943 Authority in Medicine: Old and New, Cambridge: Cambridge University Press
- 1948 Medical Statistics from Graunt to Farr, Cambridge: Cambridge University Press
- 1948 Some British Pioneers of Social Medicine, London: Oxford University Press

A més, va publicar nombrosos articles a revistes científiques: una dotzena sobre teoria matemàtica de l'estadística, més de vint sobre estadístiques vitals, una quarantena sobre epidemiologia, una desena sobre biometria, sobre fisiologia i sobre higiene industrial i un bon grapat més sobre temes diversos i obituaris de col·legues.